# 谷文昌
谷文昌（1915年10月15日—1981年1月30日），原名谷程栓（一作谷程拴），男，河南林县（今林州市）人，中华民国大陆时期及中华人民共和国政治人物。谷文昌出生于农村，28岁时参加抗日活动，是中国共产党在林州地区早期组织的领导人，1949年南下福建省，先后在东山县任县长、县委书记等职，1964年升任福建省林业厅副厅长。文化大革命初期，谷文昌被下放宁化县劳动，1972年回漳州工作，官至龙溪地区行政公署副专员，1981年在任内因癌症去世，葬于东山县赤山林场。
由于谷文昌在东山县任职期间极大地改善了东山县的环境，东山民间在他死后年年祭祀他，“先祭谷公，再拜祖宗”成为东山县独有的习俗，东山县的部分学校、道路也以谷文昌的名字命名。中国大陆官方予谷文昌以高度评价，他不仅获得了“100位新中国成立以来感动中国人物”等荣誉，部分艺术团体还为他制作了多篇记述其政绩的艺术作品。

## 生平

### 早年经历
谷文昌出生在河南林县南湾村的农民家庭，并在南湾村长大，早年曾因饥贫而逃荒，青年时当过打石的长工。1938年抗日战争期间，刘伯承等率八路军进入太行山，谷文昌开始参与中国共产党组织的抗日活动:203。1943年，谷文昌参加了南湾村的抗日救国会，后被推选为村农会主席。
1944年3月，谷文昌加入中国共产党，在中共林北县委第七区工作，同年9月，他参与了反抗日军扫荡林北县的战役，10月升任林北县第七区区公所干事、郭家庄农会主席，推动当地的减租减息、反陋习的运动。1945年3月，谷文昌升任林北县第七区区长，受中共党组织指示在当地推广饲养家蚕和山蚕，此后谷文昌又曾担任林北县第十区、第十二区区长，以及中共任村（在今任村镇）支部书记等职。

### 南下福建
1949年，随着第二次国共内战的推进，中国共产党组建中国人民解放军长江支队以准备南下接管新解放区，谷文昌被任命为第五大队第三中队第五小队的队长:203-204。长江支队南下福建后，谷文昌于1950年随中国人民解放军接管东山县，同年5月被委任为东山县第一区（城关区）工作委员会书记，后升任东山县组织部部长，1952年12月升任东山县人民政府县长。
东山县被接管之初，由于处于国共内战前线，谷文昌要求当地民兵加强训练。在内战期间，东山县还曾遭国军大量抓壮丁，而这些人的家属在中国共产党接管此地后一度被称作“敌伪家属”而遭到歧视，谷文昌了解情况后下令将这些人改定性为“兵灾家属”，救济这些家庭中经济有困难的人，并抵制政治上对这些人的歧视。这些工作也被认为是后来共产党方面赢下第二次东山岛战役的因素之一。:208
1953年，中華民國國軍登陆东山岛并发动进攻，时任东山县县长的谷文昌发动东山县干部和群众参与支前工作配合中国人民解放军的反击，并在后方建立临时救护站救助战役中的伤员。国军一度认为东山岛上的“兵灾家属”的亲人在国军服役，此次进攻能得到东山人的配合，但东山人的反应并未达到国军的预期。:208

### 治理风沙

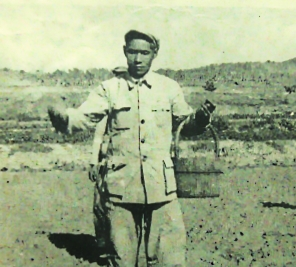
1960年代初，在东山县坑北村播种的谷文昌

1954年，谷文昌升任中共东山县委书记。在担任东山县县长时，他就将治理东山岛的风沙问题列为政府重点工作之一，东山岛东南部本为荒沙滩，季风吹起的风沙极易侵害农田、影响民生。升任县委书记后，谷文昌带领县领导干部对防治风沙工作进行了8次探索，包括修筑堤坝、植草植树等，但收效甚微。1957年春，谷文昌得知东山岛的白埕村（在今陈城镇）地下有泥炭土（说明此地曾经有过树林），且自然长有6株木麻黄；加之广东电白县传出了种植木麻黄而治沙成功的消息，他遂认定东山岛适合通过栽种木麻黄的方式治沙。
1958年，中共龙溪地委（今中共漳州市委）派郭景周赴东山任县委第一书记，谷文昌事实上被降为县委的二把手。其时适逢中华人民共和国发动大跃进运动，谷文昌领导的中共东山县委发出号召，呼吁群众一起参与木麻黄的栽种工作，一度种下了20万株木麻黄树苗，但在倒春寒的影响下，栽种的大部分树苗都未能成活；1960年，中国政府自越南引进木麻黄种子，福建省人民委员会分配了一部分给东山县，谷文昌领导下的东山县委再次发动群众在较为科学的指导下进行造林运动，至1964年，东山岛周围的山丘和沙地基本已建立了防护带，治沙工作得以完成。:209-212
在种树之余，谷文昌同时发动东山县的群众修建水库、开挖水井，缓解东山的旱涝灾情。在大跃进时期，谷文昌有限地试点“大炼钢铁”等运动且不进行推广，从而并未在东山造成大量的资源浪费，三年困难时期，谷文昌主政下的东山县最终没有人被饿死:214。1960年，谷文昌主持了东山岛修筑堤坝的工作，翌年八尺门海堤竣工，东山岛与大陆上的云霄县相连，自岛屿转变为半岛。

### 升任省城与被贬宁化
1963年，时任中共福建省委书记叶飞考察东山县，对东山县的变化大感意外，当场安排谷文昌赴即将召开的全省农村工作会议介绍自己的经验，并建议省委重用谷文昌。1964年，谷文昌调任福建省林业厅副厅长。文化大革命爆发后，谷文昌被打成走资派:214，东山县群众闻讯，一度将谷文昌以“揪斗”的名义将谷文昌带回东山加以保护。1969年冬，谷文昌全家被下放三明地区宁化县，成为禾口公社红旗大队（今石壁镇红旗村）的人民公社社员。1970年7月，谷文昌被委任为修建宁化县隆陂水库的负责人。在宁化期间，谷文昌带领当地农民改良土壤，为当地水稻产量跃升至亩产一千斤以上做出了贡献，他也因此被当地人称作“谷满仓”。

### 晚年
1972年，谷文昌被调回龙溪地区，任龙溪地区林业局局长，后转任农办主任。1976年，谷文昌升任龙溪地区革命委员会副主任（1978年后改称龙溪地区行政公署副专员），主管侨务工作，不久后确诊癌症。接受治疗时，谷文昌拒绝注射血球蛋白以增强身体抵抗力、缓解病情，在病中，谷文昌还希望回东山县看看，但最终未能成行。1981年1月30日，谷文昌在漳州病逝，享年65岁。:214-216

## 身后、纪念与评价
谷文昌病逝后，他的遗孀按照他的愿望将家中的专用电话线、配枪、自行车等交还公家:214。1986年，应谷文昌临终的遗愿，其遗体被中共东山县委安葬于东山县，墓地选在谷文昌主持建设的赤山林场。1991年，东山人在谷文昌的墓地为他树立塑像，由于谷文昌在东山治沙的政绩极大地改善了东山的环境，东山人在春节、清明等节日有“先祭谷公，后拜祖宗”的特殊习俗。2009年，谷文昌被中共中央宣传部评选为“100位新中国成立以来感动中国人物”。2015年，人民日报评价谷文昌为“心中有党、心中有民、心中有责、心中有戒”的“四有”书记，“四有书记”也成为谷文昌的称呼之一。
谷文昌去世后，其长期主政的福建省东山县境内的许多建筑都冠以谷文昌的名字，他的安葬处——赤山林场建有谷文昌纪念馆，东山县城的部分教育机构也以谷文昌命名，如文昌学村、文昌中学、文昌小学，以及2016年中共漳州市委在东山县开建、2019年建成办学的干部学校“谷文昌干部学院”。在谷文昌的家乡河南省林州市，建有谷文昌故居和谷文昌生平事迹展览馆等建筑以纪念谷文昌。
为纪念谷文昌，中华人民共和国的部分艺术团体制作了数个叙述谷文昌生平事迹的影视作品：2019年，中国国家话剧院推出原创现实主义话剧《谷文昌》；2020年3月，中国中央电视台播出电视剧《谷文昌》；2022年，由宁瀛执导的记载谷文昌事迹的电影《因为有了你》（原名《谷文昌》）在福州大戏院首映。

## 家庭
妻子史英萍，1918年2月出生于河南济源，与谷文昌同为中共南下干部，2015年去世。
五个子女：长女谷哲慧官至副主任科员，长子谷豫闽在厦门检验检疫科调研员岗位上退休，次女谷哲芬亦在副主任科员岗位上退休，三女谷哲英为漳州工商局职工，幼子谷豫东。